# Championnat d'Europe II masculin de hockey sur gazon 2021
Navigation
Édition précédente Édition suivante
Le Championnat II d'Europe masculin de hockey sur gazon 2021 est la 9e édition du Championnat II d'Europe masculin de hockey sur gazon (ex-Trophée d'Europe), le deuxième niveau des championnats européens de hockey sur gazon masculin organisés par la Fédération européenne de hockey. Il se tiendra du 15 au 21 août 2021 à Gniezno, en Pologne,.

## Équipes qualifiées
Les nations participantes se sont qualifiées sur la base de leur classement final de la compétition 2019.
| Événement                     | Dates                    | Lieu      | Quotas | Qualifiés               |
| ----------------------------- | ------------------------ | --------- | ------ | ----------------------- |
| Pays hôte                     | N/A                      | N/A       | 1      | Pologne                 |
| Championnat d'Europe 2019     | 16 - 24 août 2019        | Anvers    | 2      | Écosse Irlande          |
| Championnat II d'Europe 2019  | 28 juillet - 3 août 2019 | Cambrai   | 3      | Autriche Italie Ukraine |
| Championnat III d'Europe 2019 | 28 juillet - 3 août 2019 | Gibraltar | 2      | Croatie Suisse          |

## Premier tour

### Poule A
| Rang | Équipe  | J | V | N | P | BP | BC | Diff | Pts | Qualification                                        |
| ---- | ------- | - | - | - | - | -- | -- | ---- | --- | ---------------------------------------------------- |
| 1    | Irlande | 3 | 2 | 1 | 0 | 9  | 2  | +7   | 7   | Demi-finales et Qualification de la zone Europe 2021 |
| 2    | Pologne | 3 | 2 | 0 | 1 | 7  | 4  | +3   | 6   | Demi-finales et Qualification de la zone Europe 2021 |
| 3    | Italie  | 3 | 1 | 1 | 1 | 5  | 4  | +1   | 4   |                                                      |
| 4    | Croatie | 3 | 0 | 0 | 3 | 3  | 14 | -11  | 0   |                                                      |

Source: FIH
En cas d'égalité de points de plusieurs équipes à l'issue des matchs de poule, les critères suivants sont appliqués dans l'ordre indiqué pour établir leur classement:
1. Points de chaque équipe,
2. Matchs gagnés,
3. Différence de buts,
4. Buts pour,
5. Plus grand nombre de points obtenus dans les matchs de poule disputés entre les équipes concernées,
6. Buts marqués en plein jeu.

| Match 3            | (22) Italie                                         | 4 - 1   | Croatie (40) |                                                 |                                                 |
| 15 août 2021 17h45 | M. Mondo 30e · Amorosini 51e · Blom 54e · Nunez 59e | (1 - 1) | 7e Mucić     | Arbitrage : Friedrich Weiland Benjamin Messerli | Arbitrage : Friedrich Weiland Benjamin Messerli |
| 15 août 2021 17h45 | Rapport                                             |         |              | Arbitrage : Friedrich Weiland Benjamin Messerli | Arbitrage : Friedrich Weiland Benjamin Messerli |

| Match 4 | (26) Pologne | 1 - 2   | Irlande (14)           |                                              |                                              |
| 20h10   | Sudoł 41e    | (0 - 1) | 15e Walker · 60e McKee | Arbitrage : Tim Meissner Maksym Perepelytsya | Arbitrage : Tim Meissner Maksym Perepelytsya |
| 20h10   | Rapport      |         |                        | Arbitrage : Tim Meissner Maksym Perepelytsya | Arbitrage : Tim Meissner Maksym Perepelytsya |

| Match 7            | (14) Irlande  | 1 - 1   | Italie (22) |                                                   |                                                   |
| 17 août 2021 17h45 | O'Donoghue 7e | (1 - 1) | 13e Sior    | Arbitrage : Friedrich Weiland Maksym Perepelytsya | Arbitrage : Friedrich Weiland Maksym Perepelytsya |
| 17 août 2021 17h45 | Rapport       |         |             | Arbitrage : Friedrich Weiland Maksym Perepelytsya | Arbitrage : Friedrich Weiland Maksym Perepelytsya |

| Match 8 | (26) Pologne                                              | 4 - 2   | Croatie (43) |                                           |                                           |
| 20h00   | R. Pawlak 30e · Gumny 35e · Jarzyński 55e · Rutkowski 57e | (1 - 2) | 6e, 8e Mucić | Arbitrage : Ian Strange Benjamin Messerli | Arbitrage : Ian Strange Benjamin Messerli |
| 20h00   | Rapport                                                   |         |              | Arbitrage : Ian Strange Benjamin Messerli | Arbitrage : Ian Strange Benjamin Messerli |

| Match 11           | (14) Irlande                                                  | 6 - 0   | Croatie (47) |                                                |                                                |
| 18 août 2021 17h45 | Murray 4e · O'Donoghue 29e, 52e · Duncan 31e · McKee 40e, 52e | (2 - 0) |              | Arbitrage : Friedrich Weiland Greig Cunningham | Arbitrage : Friedrich Weiland Greig Cunningham |
| 18 août 2021 17h45 | Rapport                                                       |         |              | Arbitrage : Friedrich Weiland Greig Cunningham | Arbitrage : Friedrich Weiland Greig Cunningham |

| Match 12 | (26) Pologne                 | 2 - 0   | Italie (22) |                                            |                                            |
| 20h00    | Głowacki 13e · Jarzyński 30e | (2 - 0) |             | Arbitrage : Tim Meissner Benjamin Messerli | Arbitrage : Tim Meissner Benjamin Messerli |
| 20h00    | Rapport                      |         |             | Arbitrage : Tim Meissner Benjamin Messerli | Arbitrage : Tim Meissner Benjamin Messerli |

### Poule B
| Rang | Équipe   | J | V | N | P | BP | BC | Diff | Pts | Qualification                                        |
| ---- | -------- | - | - | - | - | -- | -- | ---- | --- | ---------------------------------------------------- |
| 1    | Autriche | 3 | 2 | 0 | 1 | 4  | 4  | 0    | 6   | Demi-finales et Qualification de la zone Europe 2021 |
| 2    | Écosse   | 3 | 1 | 1 | 1 | 11 | 6  | +5   | 4   | Demi-finales et Qualification de la zone Europe 2021 |
| 3    | Ukraine  | 3 | 1 | 1 | 1 | 10 | 7  | +3   | 4   |                                                      |
| 4    | Suisse   | 3 | 1 | 0 | 2 | 3  | 11 | -8   | 3   |                                                      |

Source: FIH
En cas d'égalité de points de plusieurs équipes à l'issue des matchs de poule, les critères suivants sont appliqués dans l'ordre indiqué pour établir leur classement:
1. Points de chaque équipe,
2. Matchs gagnés,
3. Différence de buts,
4. Buts pour,
5. Plus grand nombre de points obtenus dans les matchs de poule disputés entre les équipes concernées,
6. Buts marqués en plein jeu.

| Match 1            | (19) Autriche | 0 - 2   | Suisse (38)                 |                                           |                                           |
| 15 août 2021 13h15 |               | (0 - 0) | 48e Grandchamp · 58e Stomps | Arbitrage : Lukasz Orzeł Antonio Ilgrande | Arbitrage : Lukasz Orzeł Antonio Ilgrande |
| 15 août 2021 13h15 | Rapport       |         |                             | Arbitrage : Lukasz Orzeł Antonio Ilgrande | Arbitrage : Lukasz Orzeł Antonio Ilgrande |

| Match 2 | (20) Écosse                                            | 4 - 4   | Ukraine (28)                                                |                                      |                                      |
| 15h30   | McConnell 12e · Forsyth 13e · Harwood 15e · Golden 56e | (3 - 0) | 34e Kalinchuk · 39e Solomianyi · 57e Paziuk · 58e Kovalenko | Arbitrage : Ian Strange Ivan Grgurev | Arbitrage : Ian Strange Ivan Grgurev |
| 15h30   | Rapport                                                |         |                                                             | Arbitrage : Ian Strange Ivan Grgurev | Arbitrage : Ian Strange Ivan Grgurev |

| Match 5            | (28) Ukraine                                                                | 5 - 1   | Suisse (34)    |                                           |                                           |
| 16 août 2021 17h15 | Koshelenko 17e · Solomianyi 21e · Popov 38e · Onofriiuk 54e · Kalinchuk 55e | (2 - 0) | 39e Hengartner | Arbitrage : Lukasz Orzeł Greig Cunningham | Arbitrage : Lukasz Orzeł Greig Cunningham |
| 16 août 2021 17h15 | Rapport                                                                     |         |                | Arbitrage : Lukasz Orzeł Greig Cunningham | Arbitrage : Lukasz Orzeł Greig Cunningham |

| Match 6 | (19) Écosse | 1 - 2   | Autriche (21)       |                                           |                                           |
| 19h30   | Walker 52e  | (0 - 2) | 4e Uher · 24e Kölbl | Arbitrage : Tim Meissner Antonio Ilgrande | Arbitrage : Tim Meissner Antonio Ilgrande |
| 19h30   | Rapport     |         |                     | Arbitrage : Tim Meissner Antonio Ilgrande | Arbitrage : Tim Meissner Antonio Ilgrande |

| Match 9            | (21) Écosse                                                      | 6 - 0   | Suisse (37) |                                              |                                              |
| 18 août 2021 13h15 | Field 10e · Forsyth 12e, 38e, 45e · Shepherdson 41e · Walker 53e | (2 - 0) |             | Arbitrage : Lukasz Zwierzchowski Ian Strange | Arbitrage : Lukasz Zwierzchowski Ian Strange |
| 18 août 2021 13h15 | Rapport                                                          |         |             | Arbitrage : Lukasz Zwierzchowski Ian Strange | Arbitrage : Lukasz Zwierzchowski Ian Strange |

| Match 10 | (19) Autriche | 2 - 1   | Ukraine (28)  |                                           |                                           |
| 15h30    | Uher 39e, 60e | (0 - 1) | 19e Onofriiuk | Arbitrage : Antonio Ilgrande Ivan Grgurev | Arbitrage : Antonio Ilgrande Ivan Grgurev |
| 15h30    | Rapport       |         |               | Arbitrage : Antonio Ilgrande Ivan Grgurev | Arbitrage : Antonio Ilgrande Ivan Grgurev |

## Deuxième tour

### De la treizième à la seizième place
La phase de classement est la poule des équipes qui se sont classées 3e et 4e au 1er tour. Les résultats entre deux équipes lors du 1er tour sont comptabilisés.
| Rang | Équipe  | J | V | N | P | BP | BC | Diff | Pts | Qualification                        |
| ---- | ------- | - | - | - | - | -- | -- | ---- | --- | ------------------------------------ |
| 1    | Italie  | 3 | 2 | 1 | 0 | 7  | 3  | +4   | 7   | Qualification de la zone Europe 2021 |
| 2    | Ukraine | 3 | 2 | 0 | 1 | 10 | 5  | +5   | 6   |                                      |
| 3    | Suisse  | 3 | 1 | 1 | 1 | 7  | 7  | 0    | 4   |                                      |
| 4    | Croatie | 3 | 0 | 0 | 3 | 4  | 13 | -9   | 0   |                                      |

Source: FIH
En cas d'égalité de points de plusieurs équipes à l'issue des matchs de poule, les critères suivants sont appliqués dans l'ordre indiqué pour établir leur classement:
1. Points de chaque équipe,
2. Matchs gagnés,
3. Différence de buts,
4. Buts pour,
5. Plus grand nombre de points obtenus dans les matchs de poule disputés entre les équipes concernées,
6. Buts marqués en plein jeu.

| Match 13           | (38) Suisse                                               | 4 - 0   | Croatie (47) |                                           |                                           |
| 20 août 2021 10h15 | G. Wyss-Chodat 13e · B. Wyss-Chodat 15e · Stomps 23e, 58e | (3 - 0) |              | Arbitrage : Ian Strange Friedrich Weiland | Arbitrage : Ian Strange Friedrich Weiland |
| 20 août 2021 10h15 | Rapport                                                   |         |              | Arbitrage : Ian Strange Friedrich Weiland | Arbitrage : Ian Strange Friedrich Weiland |

| Match 14 | (22) Italie   | 1 - 0   | Ukraine (28) |                                               |                                               |
| 12h30    | Amorosini 52e | (0 - 0) |              | Arbitrage : Lukasz Zwierzchowski Tim Meissner | Arbitrage : Lukasz Zwierzchowski Tim Meissner |
| 12h30    | Rapport       |         |              | Arbitrage : Lukasz Zwierzchowski Tim Meissner | Arbitrage : Lukasz Zwierzchowski Tim Meissner |

| Match 17           | (22) Italie            | 2 - 2   | Suisse (34)                    |                                            |                                            |
| 21 août 2021 09h00 | Nunez 19e · Keenan 20e | (2 - 1) | 20e Flück · 52e M. Wyss-Chodat | Arbitrage : Tim Meissner Friedrich Weiland | Arbitrage : Tim Meissner Friedrich Weiland |
| 21 août 2021 09h00 | Rapport                |         |                                | Arbitrage : Tim Meissner Friedrich Weiland | Arbitrage : Tim Meissner Friedrich Weiland |

| Match 18 | (29) Ukraine                                                        | 5 - 3   | Croatie (51)        |                                          |                                          |
| 11h15    | Koshelenko 10e, 34e · Kaplinskyi 10e · Kovalenko 46e · Shevchuk 50e | (2 - 1) | 28e, 32e, 39e Mucić | Arbitrage : Ian Strange Greig Cunningham | Arbitrage : Ian Strange Greig Cunningham |
| 11h15    | Rapport                                                             |         |                     | Arbitrage : Ian Strange Greig Cunningham | Arbitrage : Ian Strange Greig Cunningham |

## De la neuvième à la douzième place
|  | De la neuvième à la douzième place | De la neuvième à la douzième place |                           |       | Neuvième et dixième place | Neuvième et dixième place |
|  | De la neuvième à la douzième place | De la neuvième à la douzième place |                           |       | Neuvième et dixième place | Neuvième et dixième place |
|  |                                    |                                    |                           |       |                           |                           |
|  |                                    |                                    |                           |       |                           |                           |
|  |                                    |                                    |                           |       |                           |                           |
|  | Pologne (24)                       | 0 (2)                              |                           |       |                           |                           |
|  | Pologne (24)                       | 0 (2)                              |                           |       |                           |                           |
|  | Autriche (19)                      | 0 (3)                              |                           |       |                           |                           |
|  | Autriche (19)                      | 0 (3)                              | Autriche (19)             | 1 (7) |                           |                           |
|  |                                    |                                    | Autriche (19)             | 1 (7) |                           |                           |
|  |                                    | Écosse (20)                        | 1 (6)                     |       |                           |                           |
|  | Irlande (14)                       | Écosse (20)                        | 1 (6)                     | 2     |                           |                           |
|  | Irlande (14)                       |                                    |                           | 2     |                           |                           |
|  | Écosse (21)                        | 3                                  |                           |       |                           |                           |
|  | Écosse (21)                        | 3                                  | Onzième et douzième place |       |                           |                           |
|  |                                    |                                    |                           |       |                           |                           |
|  |                                    |                                    |                           |       |                           |                           |
|  |                                    |                                    |                           |       |                           |                           |
|  | Pologne (24)                       | 2                                  |                           |       |                           |                           |
|  | Pologne (24)                       | 2                                  |                           |       |                           |                           |
|  | Irlande (14)                       | 4                                  |                           |       |                           |                           |
|  | Irlande (14)                       | 4                                  |                           |       |                           |                           |

### De la neuvième à la douzième place
| Match 15           | (14) Irlande          | 2 - 3   | Écosse (21)           |                                                |                                                |
| 20 août 2021 14h45 | O'Dea 7e · Walker 16e | (2 - 1) | 28e, 45e, 51e Forsyth | Arbitrage : Antonio Ilgrande Benjamin Messerli | Arbitrage : Antonio Ilgrande Benjamin Messerli |
| 20 août 2021 14h45 | Rapport               |         |                       | Arbitrage : Antonio Ilgrande Benjamin Messerli | Arbitrage : Antonio Ilgrande Benjamin Messerli |

| Match 16 | (24) Pologne                                             | 0 - 0             | Autriche (19)                                        |                                           |                                           |
| 17h00    |                                                          | (0 - 0)           |                                                      | Arbitrage : Greig Cunningham Ivan Grgurev | Arbitrage : Greig Cunningham Ivan Grgurev |
| 17h00    | Rapport                                                  |                   |                                                      | Arbitrage : Greig Cunningham Ivan Grgurev | Arbitrage : Greig Cunningham Ivan Grgurev |
| 17h00    | Kurowski · Jarzyński · R. Pawlak · Chumeńczuk · Bembenek | Tirs au but 2 - 3 | Unterkircher · Thörnblom · Uher · Losonci · Fröhlich | Arbitrage : Greig Cunningham Ivan Grgurev | Arbitrage : Greig Cunningham Ivan Grgurev |

### Onzième et douzième place
| Match 19           | (24) Pologne                 | 2 - 4   | Irlande (14)                               |                                           |                                           |
| 21 août 2021 13h45 | Rutkowski 36e · Kurowski 44e | (0 - 2) | 9e, 57e O'Dea · 15e McKee · 39e O'Donoghue | Arbitrage : Antonio Ilgrande Ivan Grgurev | Arbitrage : Antonio Ilgrande Ivan Grgurev |
| 21 août 2021 13h45 | Rapport                      |         |                                            | Arbitrage : Antonio Ilgrande Ivan Grgurev | Arbitrage : Antonio Ilgrande Ivan Grgurev |

### Neuvième et dixième place
| Match 20           | (19) Autriche                                                                                      | 1 - 1             | Écosse (20)                                                                   |                                            |                                            |
| 21 août 2021 16h00 | Uher 52e                                                                                           | (0 - 0)           | 36e Walker                                                                    | Arbitrage : Tim Meissner Benjamin Messerli | Arbitrage : Tim Meissner Benjamin Messerli |
| 21 août 2021 16h00 | Rapport                                                                                            |                   |                                                                               | Arbitrage : Tim Meissner Benjamin Messerli | Arbitrage : Tim Meissner Benjamin Messerli |
| 21 août 2021 16h00 | Unterkircher · Thörnblom · Fröhlich · Losonci · Hasun · ---- · Unterkircher · Thörnblom · Fröhlich | Tirs au but 7 - 6 | Forsyth · Golden · Morton · Walker · Field · ---- · Forsyth · Golden · Morton | Arbitrage : Tim Meissner Benjamin Messerli | Arbitrage : Tim Meissner Benjamin Messerli |

## Classement final
| Rang | Équipe   | J | V | N | P | BP | BC | Diff | Pts | Qualification                        |
| ---- | -------- | - | - | - | - | -- | -- | ---- | --- | ------------------------------------ |
| 9    | Autriche | 5 | 2 | 2 | 1 | 5  | 5  | 0    | 8   | Qualification de la zone Europe 2021 |
| 10   | Écosse   | 5 | 2 | 2 | 1 | 15 | 9  | +6   | 8   | Qualification de la zone Europe 2021 |
| 11   | Irlande  | 5 | 3 | 1 | 1 | 15 | 7  | +8   | 10  | Qualification de la zone Europe 2021 |
| 12   | Pologne  | 5 | 2 | 1 | 2 | 9  | 8  | +1   | 7   | Qualification de la zone Europe 2021 |
| 13   | Italie   | 5 | 2 | 2 | 1 | 8  | 6  | +2   | 8   | Qualification de la zone Europe 2021 |
| 14   | Ukraine  | 5 | 2 | 1 | 2 | 15 | 11 | +4   | 7   |                                      |
| 15   | Suisse   | 5 | 2 | 1 | 2 | 9  | 13 | -4   | 7   |                                      |
| 16   | Croatie  | 5 | 0 | 0 | 5 | 6  | 23 | -17  | 0   |                                      |